# اسکوتوسور
اسکوتوسور (نام علمی: Scutosaurus) یک سرده از پیراخزندگان است که در اواخر دوره پرمین در روسیه می‌زیست. اسکوتوسور گیاه‌خوار بود و حدود ۳ متر طول داشت. پاهای این جانور برخلاف بیشتر خزندگان هم‌دوره‌اش زیر بدن قرار داشت تا بدن بهتر بتواند وزن زیاد خود را تحمل کند. اسکوتوسور همچنین از سرعت چندانی برخوردار نبود و به منظور حفاظت از خود در برابر درندگان بزرگ دارای یک سری صفحه استخوانی سخت و زره‌مانند بر روی بدن خود بود. این جانور به عنوان یک گیاه‌خوار که در اقلیم نیمه‌خشک و بیابان‌ها زندگی می‌کرد مجبور بود مسافت‌های طولانی را در جستجوی آب و خوراک بپیماید.